# Кобринська Наталія Іванівна
Ната́лія Іва́нівна Кобри́нська (до шлюбу Озаркевич; 8 червня 1855, село Белелуя, Снятинського повіту — 22 січня 1920, Болехів) — українська письменниця, засновниця організованого фемінізму в Україні. Створила першу феміністичну організацію («Товариство руських жінок», 1884), видала перший альманах на тему гендерної рівности («Перший вінок», 1887). Обстоювала право жінок на освіту.

## Життєпис

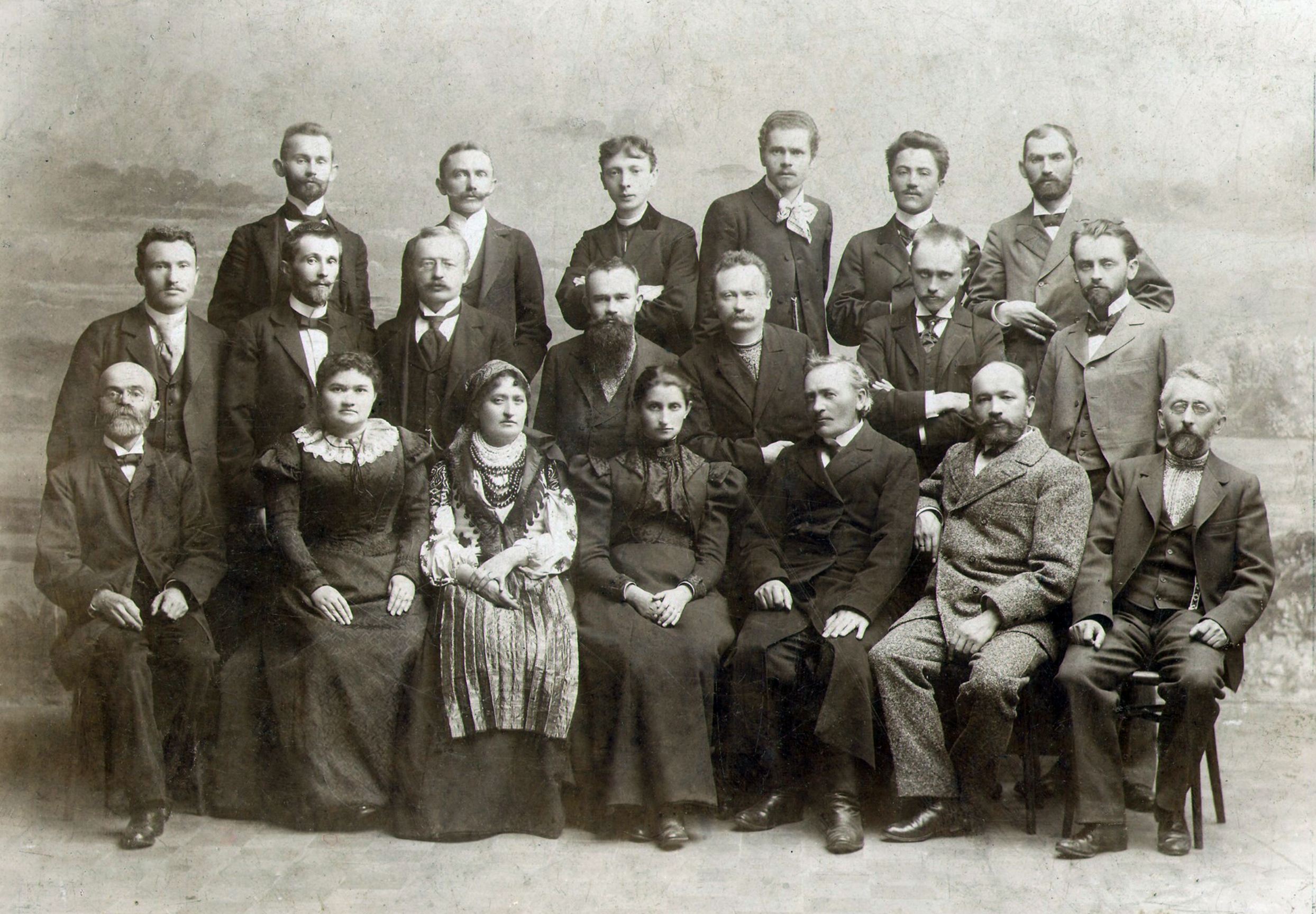
Учасники з'їзду українських письменників у Львові з нагоди 100-річчя виходу в світ «Енеїди» Котляревського, 1898 року: Сидять у першому ряду: Михайло Павлик, Євгенія Ярошинська, Наталія Кобринська, Ольга Кобилянська, Сильвестр Лепкий, Андрій Чайковський, Кость Паньківський. Стоять у другому ряду: Іван Копач, Володимир Гнатюк, Осип Маковей, Михайло Грушевський, Іван Франко, Олександр Колесса, Богдан Лепкий. Стоять у третьому ряду: Іван Петрушевич, Філарет Колесса, Йосип Кишакевич, Іван Труш, Денис Лукіянович, Микола Івасюк.

Народилася 8 червня 1855 року в селі Белелуя, Королівство Галичини та Лодомерії, Австрійська імперія у родині греко-католицького священника, яка дотримувалась національно-культурних традицій.
Освіту Наталія здобувала домашню. Окрім української мови, вивчала польську, німецьку, французьку. Гарно малювала й грала на фортепіано.
Дід Кобринської — Іван Озаркевич (1795–1854) — перший популяризатор творів українських письменників у Галичині, ініціатор аматорського театру, автор і постановник п'єс Івана Котляревського, Григорія Квітки-Основ'яненка, Степана Писаревського та ін.
Батько письменниці священник Іван Озаркевич (1826–1903) був політичним діячем, депутатом Галицького сейму та Австрійського парламенту (Райхсрату). Займався громадською діяльністю та писав вірші. Мати — Теофілія Окуневська (представниця давнього українського роду Окуневських). Двоюрідна сестра Наталі — Софія Окуневська була лікаркою, феміністкою та громадською діячкою, яка після смерті матері жила в родині Озаркевичів.
У 1874 році Наталія вийшла заміж за теолога Теофіла Кобринського. У 1877 році Кобринська разом з чоловіком переїздить у Снятин, де священник Теофіл отримав парафію — Свято-Вознесенську церкву в Галицькому передмісті. Саме з ініціативи отця Теофіла в 1880 році розпочато будівництво кам'яної церкви Михайлового Чуда в Снятині. У 1882 році помер чоловік Наталії від сухот.
Після смерті Теофіла Кобринського, за сприяння свого батька дівчина переїздить до Відня. Саме там Наталія знайомиться з Іваном Франком та іншими членами студентського товариства «Січ». Істотний вплив на Наталію мав публіцист та літературознавець Остап Терлецький.
У травні 1886 року брала участь у вінчанні Михайла та Марії Грушевських у містечку Скала (нині селище Скала-Подільська).
За життя письменниці вийшли збірки її оповідань: «Дух часу» (1898), «Ядзя і Катруся» (1904), «Казки» (1904) та ін.
Померла Наталія Кобринська 22 січня 1920 року в Болехові від епідемічного висипного тифу. Про смерть письменниці і громадської активістки майже ніде не повідомлялось. Діячку поховали на місцевому кладовищі.
У 1929 році відбулося впорядкування могили письменниці, де до цього стояв звичайний хрест з дерева. Такі зміни стали можливими завдяки зусиллям Богдани Левинської та Єлизавети Антонович, які організували в Болехові філію «Союзу українок», а також займались питанням вшанування пам'яти діячки. Рідні Наталії Кобринської передали кошти для встановлення пам'ятника.
У 1933 році місцеві жителі виготовили великий хрест із рожевого моноліту у формі дубового хреста, на якому викарбувано її останній короткий твір: «Мене вже серце не болить». Ці слова символізували завершення життєвого болю Кобринської, який вона відчувала через складну долю українського жіноцтва. Однак польська влада заборонила вшановувати пам'ять Наталії Кобринської та проводити богослужіння біля її могили, такі зібрання, на думку місцевих органів влади, могли мати антипольські настрої.
У 1970 році, за ініціативи болехівського краєзнавця та дослідника Романа Скворія, на могилі Кобринської провели реставрацію. Виготовили огорожу у формі стилізованого намиста. Автором проєкту став Юрій Доскоч. Перше публічне богослужіння на могилі письменниці було проведено 8 червня 1990 року.
Будинок, де проживала Кобринська, не зберігся, однак на його місці встановлено пам'ятний знак. У 2005 році в Болехові відкрили музей Наталії Кобринської.

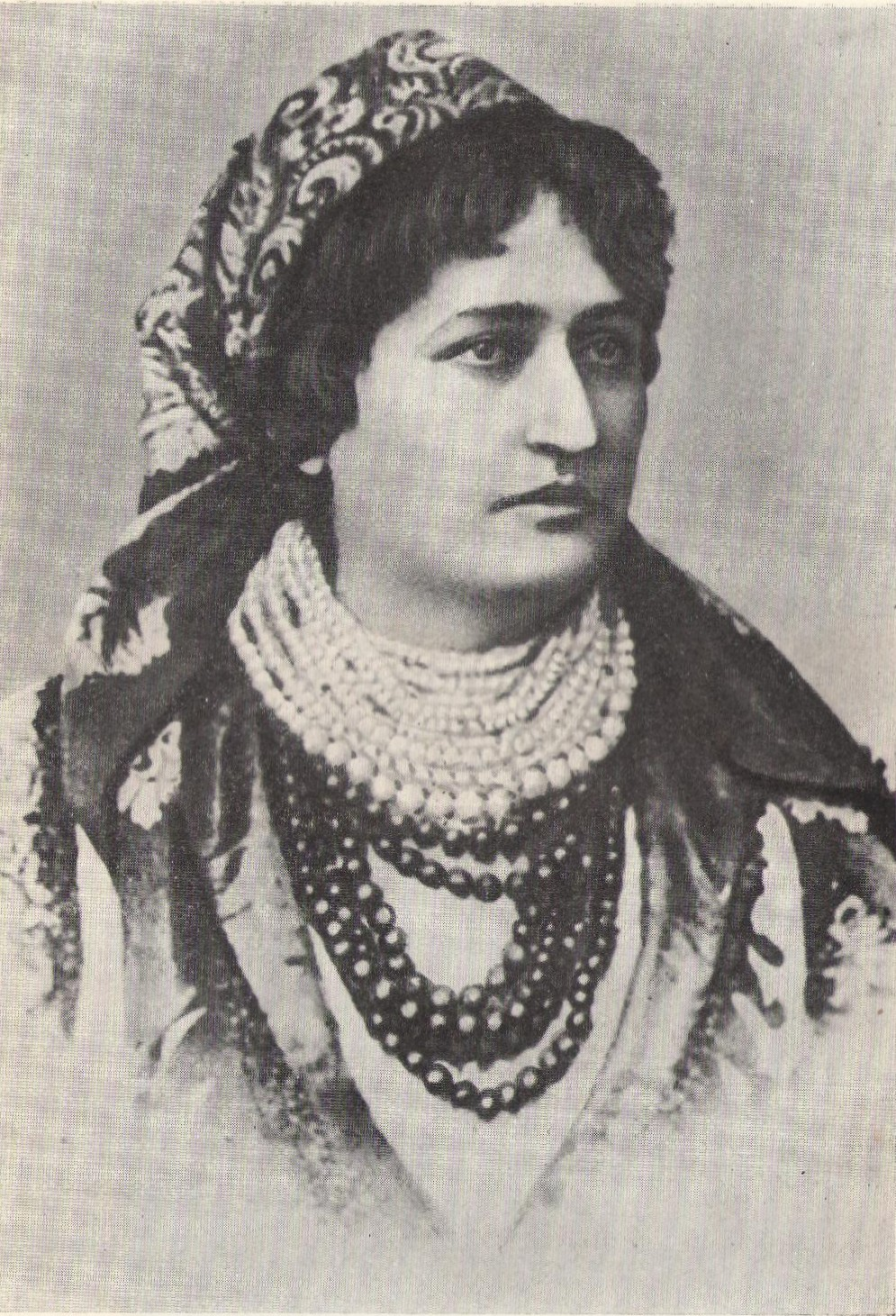
Наталія Кобринська, 1900-ті
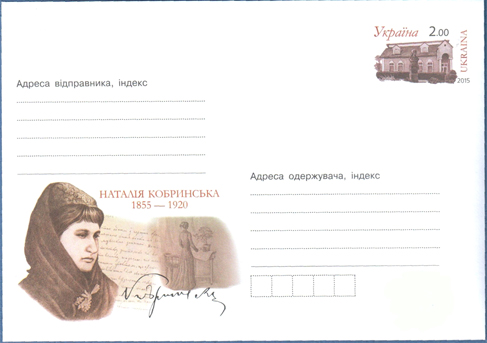
Конверт, присвячений 160-річчю Наталії Кобринської

## Феміністична діяльність
Наталія Кобринська стояла біля витоків українського фемінізму, вона розуміла, що мета її життя — реалізація феміністичних ідей через літературні твори.
У 1883 році Наталія написала оповідання «Пані Шумінська» (далі назву було змінено на «Дух часу»), а через рік — повість «Задля кусника хліба».
У 1884 року в Станіславі Кобринська спільно з Олесею Бажанською заснували першу українську жіночу організацію — «Товариство руських жінок».
Наталія Кобринська разом з Оленою Пчілкою в червні 1887 року підготували й видали альманах «Перший вінок» — антологію жіночої творчості. Ця праця заклала основи розвитку жіночих часописів, які редагували й видавали членкині таких організацій. До створення альманаху долучились найталановитіші жінки Наддніпрянщини та Заходу України: Олена Пчілка, Леся Українка, Дніпрова Чайка, Людмила Старицька, Уляна Кравченко, Анна Павлик, Олеся Бажанська та інші. Видання «Першого вінка» стало можливим завдяки фінансовій підтримці Олени Пчілки.
Іван Франко називав альманах одним з «найкращих і найбагатших змістом наших видань того десятиліття».
На сторінках видання Кобринська опублікувала програмні засади фемінізму: «Про рух жіночий в новійших часах», «Руське жіноцтво в Галичині в наших часах», «Замужня жінка середньої верстви», «Про первісну ціль Товариства руських жінок в Станіславові».
Наталія Кобринська була активною громадською діячкою, збирала підписи за право жінок навчатися в університетах та гімназіях.
У 1893—1896 роках Наталія Кобринська займається видавничою справою. Видавництво «Жіноча бібліотека» випускає у світ три книги альманаху «Наша доля». Ці твори були високо оцінені Лесею Українкою й Іваном Франком. Для налагодження ефективного книгодрукування Наталія Кобринська приїздить до Львова, у пошуку кращих умов та популяризації феміністичних ідей.

## Творчість
У оповіданні Наталії Кобринської «Пані Шумінська» (пізніше — «Дух часу») авторка демонструє читачеві конфлікт матері і доньки. Для пані Шумінської клопоти про хатній затишок були змістом усього життя: «Був то її дім, її цілий світ. Не бачила вона більше простору, лиш що з-за єго вікон… В нім замикалося ціле її житє, вона нічого не бажала над те, що входило в єго об'єм». Вона у 16 років одружилася з богословом, якого до того бачила всього раз. Подружнє життя було терпінням і самовпокоренням. І бунт проти традиційної жіночої долі, на який зважуються її доньки, видається матері кінцем світу. Хатній космос перетворюється на жахливий хаос: «Бачила якусь тайну рук, що переносила посуду з комори до покою, а з покою до комори, усе з поду зсувалося до півниці, ліжка і столи рушалися, крісла укладалися в одну піраміду, образи виступали з своїх рам, а навіть пружини старого годинника тріскали й відлітали, колісця і дрібні огнива ланцюжка розкочувались на ріжні сторони». Таким чином, між донькою і матір'ю виникає непорозуміння: вони мають різні цінності, що провокує суперечки. Зречення старих цінностей відбувається і на рівні онучки-бабусі. Дівчина виборює право на освіту і можливість самій заробляти на життя.
У оповіданні «Дух часу» («Пані Шумінська») читач може побачити конфлікт протилежностей: публічного і приватного простору, чоловіків і жінок. Назва твору засвідчує увагу авторки до модернізаційних процесів, що тогочасне уявлення про побут і місце жінки у суспільстві. До персонажів своїх творів Наталія Кобринська ставиться із симпатією та повагою. У новелі «Янова» йдеться мова про єдиного сина Юстини, який має приїхати до Станіслава потягом, але матір це дуже лякає. Їй не зрозуміла сфера соціальних взаємодій у сучасному суспільстві (Кобринська змальовує потяг як сферу впливу чоловіків). У оповіданні «Студія» Наталія висвітлює питання публічного та приватного простору.
Разом із соціалістичними, феміністичними ідеями Наталю не менш хвилює і національне питання: національна культура, національна самосвідомість і — в перспективі — національна держава. Як писала сама Кобринська в «Автобіографії», «…стала пізнавати, що лиш на національних підставах може піднестися маса до загальної культури і цивілізації». Наталя Кобринська, крім художніх творів, також видає програмні статті про жіночий рух і літературно-критичні огляди. Як зазначає Соломія Павличко, у літературній творчості для Наталі Кобринської важило не так об'єктивне зображення жіночої долі, як ідеологічна настанова й ракурс зображення — «в погляді не збоку, як правило, очима чоловіка або з перспективи чоловічих цінностей, а з погляду інтелігентної, освіченої жінки з середнього класу, котра усвідомила всю залежність і несправедливість власного становища». Найбільше Кобринську цікавить боротьба за політичні права й економічну свободу жінки, що є головною умовою емансипації. Такі ідеї зчитуються і в її творах, наприклад у повісті «Задля кусника хліба».
«Вихідним моментом для авторки, а заразом і провідною гадкою було представити тяжку кривду дівчини, котру матеріальна нужда позбавляє найбільшого щастя — любити й бути любленою, та змушує виходити заміж за нелюба «задля кусника хліба», — писав Грушевський.

## Список творів та видань
Основні твори:
- 1883 — «Пані Шумінська» («Дух часу»), оповідання
- 1884 — «Задля кусника хліба», повість
- 1885 — «Суддя», оповідання
- 1885 — «Як стара Янова їхала залізницею від Коломиї до Бурштина», оповідання
- 1887 — «Про рух жіночий в новійших часах», публіцистична стаття
- 1887 — «Руське жіноцтво в Галичині в наших часах», публіцистична стаття
- 1887 — «Замужня жінка середньої верстви», публіцистична стаття
- 1887 — «Про первісну ціль Товариства руських жінок в Станіславові», публіцистична стаття
- 1890 — «Ядзя і Катруся», повість
- 1890 — «Жидівська дитина», новела
- 1891 — «Виборець», оповідання
- 1892 — «Перша вчителька», оповідання
- 1892 — «Lebeslanung», нарис
- 1893 — «Св. Миколай», оповідання
- 1894 — «Судильниці» («Відьма»), оповідання
- 1898 — «Чортище» («Чудовище»), казка
- 1898 — «Рожа», казка
- 1898 — «Душа», оповідання
- 1899 — «Блудний метеор», оповідання
- 1899 — «Омен», оповідання
- 1900 — «Про „Нору“ Ібсена», критична стаття
- 1901 — «Август Стріндберг», критична стаття
- 1903 — «Руки», «психограма»
- 1903 — «Відцвітає», «психограма»
- 1904 — «Хмарниця», казка
- 1904 — «Простибіг», етюд
- 1905 — «Зрадник», нарис
- 1905 — «Старий годинник», нарис
- 1915 — «Кінь», новела
- 1915 — «Полишений», новела
- 1915 — «Свічка горить», новела
- 1916—1917 — «На цвинтарі», новела
- 1916—1917 — «Каліка», новела
- 1917 — «Брати», казка

Вибрані видання:
- Наталія Кобринська. Дух часу. Оповідання. — Львів : Українсько-руська видавнича спілка, 1899. — 123 с.
- Наталя Кобринська. Оповідання / ред. й передм. А. Березинського. — Харків : Рух, 1929. — 425 с.
- Вибрані оповідання / Н. І. Кобринська. — Львів: Книжково-журнальне видавництво, 1954. — 214 с.
- Вибрані твори / Н. І. Кобринська. — К.: Державне видавництво художньої літератури, 1958. — 417 с.
- Вибрані твори / Н. І. Кобринська. — К.: Дніпро, 1980. — 446 с.
- Н. І. Кобринська. Дух часу: Оповідання, повість. — Львів : Каменяр, 1990. — 352 с. — ISBN 5-7745-0268-6.
- Наталія Кобринська. Блудний метеор. Вибрані твори. — Київ : Ще одну сторінку, 2023. — 344 с. — (Класична проза) — ISBN 978-617-522-152-5.

Вибрані переклади:
- Natalia Kobryńska. Pani Szumińska = Пані Шумінська / Tłum. Sędzisław. — Poznań : Drukiem i nakładem Drukarni Dziennika Poznańskiego, 1887. — 23 p.

## Вшанування пам'яти
31 січня 2020 року в місті Івано-Франківськ відкрили меморіальну дошку, присвячену Наталії Кобринській.
У м. Болехів встановлено пам'ятник Наталії Кобринській.
У багатьох містах України є вулиці названі на честь Наталії Кобринської.
На честь подружжя Кобринських є вулиця у Снятині, де розташована Вознесенська церква — саме там правив чоловік пані Наталії Теофіл (похований на Снятинському міському цвинтарі).
Експертна робоча група з перейменувань у липні 2022 року рекомендувала Київській міській раді перейменувати Муромську вулицю в Деснянському районі Києва на вулицю Наталії Кобринської, однак цей проєкт не реалізовано.
У грудні 2024 року вулицю Крилова в Дарницькому районі Києва перейменовано на честь Наталії Кобринської.
На честь Наталії Кобринської названо пластовий курінь.